# Optimata
Az Optimata a nemesek és a vagyonos polgárok konzervatív pártja az ókori Rómában. A konzervatív senatori ellenzéket nevezték optimatáknak. A Kr. e. 2. században alakult néppárti csoport reformtörekvései ellen küzdött hosszú ideig eredményesen.
A római kétpártrendszer azonban (optimaták, néppárt), nem tekinthető a mai értelemben vett pártok rendszerének. Valójában mind az optimata, mind a populáris vezetők előkelők és gazdagok voltak, csupán morális felfogásuk és gyakran módszereik különböznek egymástól. A köztársaság végi belpolitikai élet kiemelkedő optimata szónoka volt Cicero.